# Handeliodendron bodinieri
Handeliodendron bodinieri là loài thực vật có hoa duy nhất trong chi Handeliodendron của họ Bồ hòn. Loài cây gỗ hay cây bụi cao tới 15 m này ban đầu được Augustin Abel Hector Léveillé đặt danh pháp là Sideroxylon bodinieri năm 1914-1915 và đặt nó trong họ Sapotaceae. Năm 1935, Alfred Rehder chuyển danh pháp của nó thành như hiện nay được công nhận và đồng thời chuyển sang họ Sapindaceae
Nó là loài đặc hữu Trung Quốc, phân bố trong khu vực núi đá vôi ở độ cao 500-2.500 m tại nam Quý Châu và tây bắc Quảng Tây. Tại đây nó được gọi là 掌叶木 (chưởng diệp mộc).

## Phân loại
Nó chia sẻ nhiều đặc trưng hình thái với Aesculus và Billia và được phân loại cùng chúng trong phân họ Hippocastanoideae hay trong họ Hippocastanaceae, phụ thuộc vào việc chúng được coi là thuộc họ tách biệt hay là một phần của họ Sapindaceae.

## Mô tả
Lá kép gồm 5 lá chét. Lá đài 2-3, kích thước khoảng 1 mm. Cánh hoa 4 hay 5, màu vàng tới trắng, 5-9 × 1,5–2 mm, xa trục có lông nhung quăn, gần trục nhẵn nhụi, mép rậm lông rung. Nhị 7 hay 8, 5–10 mm; chỉ nhị gần gốc có lông nhung quăn; bao phấn khoảng 0,7 mm. Bầu nhụy khoảng 2,5 mm, nhẵn nhụi. Quả nang màu nâu vàng cam, lốm đốm, 2,2-3,5 × 0,5-1,8 cm, đỉnh có mấu nhọn. Ra hoa tháng 3-5, tạo quả tháng 7-8(-10).